# Moog Acid
Pour les articles homonymes, voir Moog (homonymie).
 (février 2023).
Albums de Luke Vibert & Jean-Jacques Perrey
Chicago, Detroit, Redruth Compilation Tracks for Which I Was Never Paid
Moog Acid est un album de musique électronique de Luke Vibert et de Jean-Jacques Perrey, sorti en 2007 sur le label Lo Recordings.

## Titres
| 1.    | Intro                           | 1:44 |
| 2.    | Schwing                         | 5:09 |
| 3.    | Analog Generique                | 5:13 |
| 4.    | Dream 106                       | 5:34 |
| 5.    | Frere Jacques                   | 4:12 |
| 6.    | JJPLVDNB                        | 1:53 |
| 7.    | Ye Olde Beatbox                 | 6:31 |
| 8.    | Vision for the Future           | 5:05 |
| 9.    | Messy Hop                       | 4:41 |
| 10.   | White Knight (Black in the Day) | 3:00 |
| 11.   | You Moog Me                     | 3:50 |
| 12.   | Outro                           | 0:06 |
| 45:38 |                                 |      |